# Atopophysa candidula
Atopophysa candidula là một loài bướm đêm trong họ Geometridae.